# Ligue Magnus
Die Ligue Magnus ist die höchste Spielklasse im französischen Profi-Eishockey.
Die Meisterschaft wird seit 1906 ausgetragen. Der Sieger der Finalspiele erhält den Coupe Magnus, die wichtigste Trophäe im französischen Eishockey. Sowohl die Ligue Magnus als auch der Coupe Magnus sind nach Louis Magnus, dem ersten Präsidenten der heutigen Internationalen Eishockey-Föderation (IIHF), benannt.
Meister der Saison 2024/25 wurden die Brûleurs de Loups de Grenoble.

## Geschichte

### Namen

Das Logo der Ligue Magnus bis 2013

- 1906–1930: Französische Meisterschaft
- 1930–1973: 1re série
- 1973–1975: Série A
- 1975–1985: Nationale A
- 1985–1990: Nationale 1A
- 1990–1991: Ligue Nationale
- 1991–1992: Élite Ligue
- 1992–1994: Nationale 1
- 1994–1996: Élite Ligue
- 1996–1997: Nationale 1A
- 1997–2002: Élite Ligue
- 2002–2004: Super 16
- seit 2004: Ligue Magnus

## Teilnehmer
In der Saison 2025/26 sind folgende 12 Mannschaften vertreten:
| Mannschaft                       | Heimatstadt    | Stadion                               | Stadionkapazität |
| -------------------------------- | -------------- | ------------------------------------- | ---------------- |
| Gothiques d'Amiens               | Amiens         | Coliséum                              | 3.400            |
| Ducs d'Angers                    | Angers         | Angers Ice Park                       | 3.600            |
| Anglet Hormadi Élite             | Anglet         | Patinoire de la Barre                 | 1.200            |
| Boxers de Bordeaux               | Bordeaux       | Patinoire de Mériadeck                | 3.535            |
| Diables Rouges de Briançon       | Briançon       | Patinoire René Froger                 | 2.150            |
| Pionniers de Chamonix Mont-Blanc | Chamonix       | Centre Sportif Richard Bozon          | 1.700            |
| Jokers de Cergy-Pontoise         | Cergy-Pontoise | Aren'Ice                              | 3.000            |
| Rapaces de Gap                   | Gap            | Stade de glace Alp'Arena              | 2.700            |
| Brûleurs de Loups de Grenoble    | Grenoble       | Patinoire Polesud                     | 3.496            |
| Spartiates de Marseille          | Marseille      | Palais Omnisports Marseille Grand Est | 5.600            |
| Aigles de Nice                   | Nizza          | Palais des sports Jean-Bouin          | 1.200            |
| Dragons de Rouen                 | Rouen          | L'Île Lacroix                         | 2.747            |

## Modus

### Play-offs
Zuerst spielen die 12 Teams im Ligabetrieb jeweils zweimal (Heim-/Auswärtsspiel) gegeneinander. Die Mannschaften, die am Ende der regulären Saison die Plätze 1–8 belegen, sind für die Viertelfinal-Play-offs qualifiziert. Sämtliche Finalbegegnungen werden im Best-of-Seven-Modus gespielt.

### Play-out
Die Teams, die nach der Hauptrunde die Plätze 9–12 belegen, spielen in den Play-outs noch jeweils zweimal gegeneinander. Der unter Berücksichtigung der Ergebnisse der Hauptrunde Tabellenletzte steigt in die Division 1 ab und wird durch den Sieger dieser Liga ersetzt.

## Meister der Ligue Magnus
- 1907: Sporting Club de Lyon
- 1908: Club des Patineurs de Paris
- 1912: Club des Patineurs de Paris
- 1913: Club des Patineurs de Paris
- 1914: Club des Patineurs de Paris
- 1920: Ice Skating Club de Paris

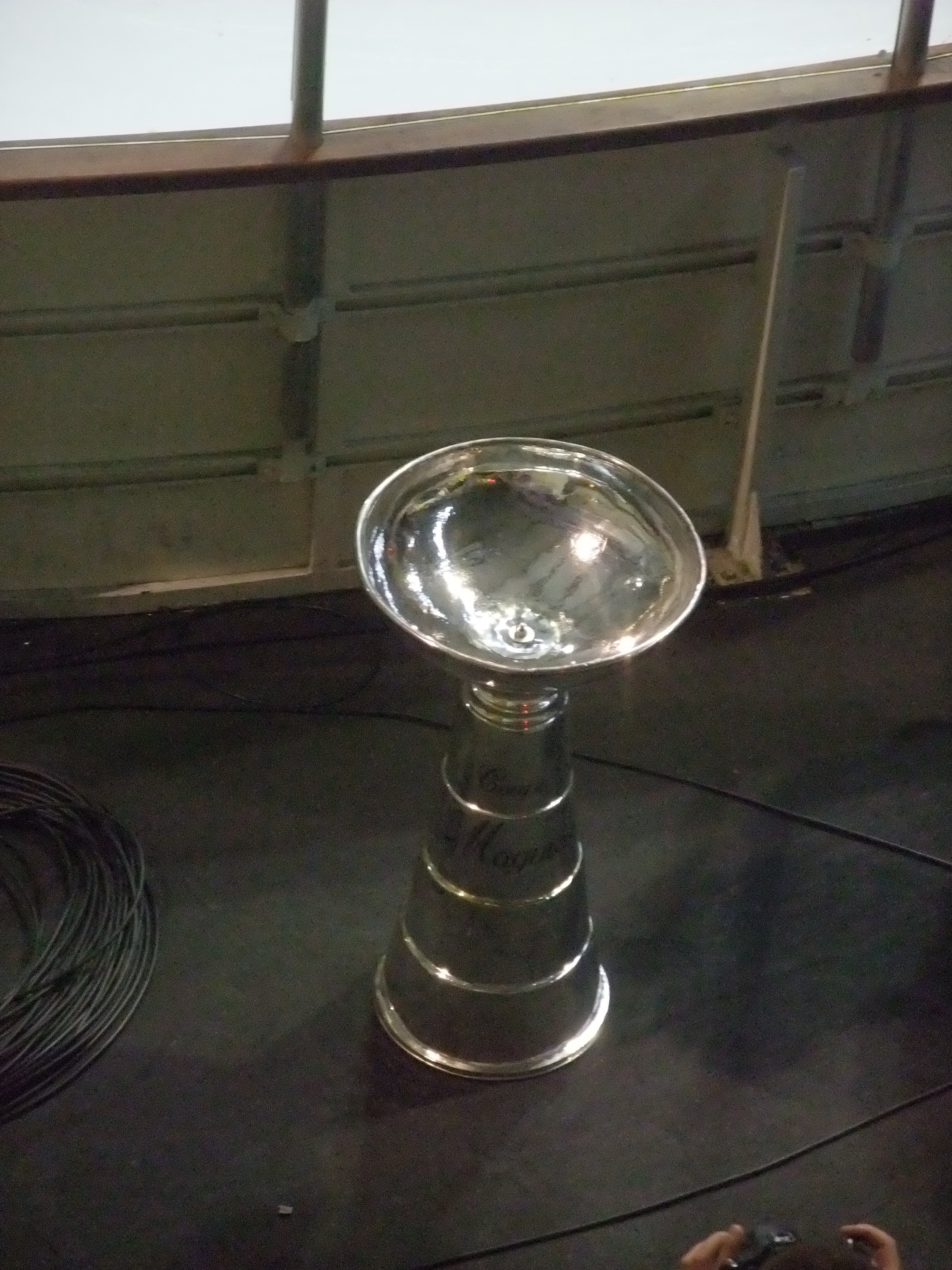
Coupe Magnus 2010

- 1921: Club des Sports d’Hiver de Paris
- 1922: Club des Sports d’Hiver de Paris
- 1923: Chamonix Hockey Club
- 1925: Chamonix Hockey Club
- 1926: Chamonix Hockey Club
- 1927: Chamonix Hockey Club
- 1929: Chamonix Hockey Club
- 1930: Chamonix Hockey Club
- 1931: Chamonix Hockey Club
- 1932: Stade Français de Paris
- 1933: Stade Français de Paris
- 1934: Rapides de Paris
- 1935: Stade Français Paris
- 1936: Français Volants de Paris
- 1937: Français Volants de Paris
- 1938: Français Volants de Paris
- 1939: Chamonix Hockey Club
- 1942: Chamonix Hockey Club
- 1944: Chamonix Hockey Club
- 1946: Chamonix Hockey Club
- 1949: Chamonix Hockey Club
- 1950: Racing Club de France
- 1951: Racing Club de France
- 1952: Chamonix Hockey Club
- 1953: Paris Université Club
- 1954: Chamonix Hockey Club
- 1955: Chamonix Hockey Club
- 1956: CP Lyon
- 1957: Athletic Club de Boulogne-Billancourt
- 1958: Chamonix Hockey Club
- 1959: Chamonix Hockey Club
- 1960: Athletic Club de Boulogne-Billancourt
- 1961: Chamonix Hockey Club
- 1962: Athletic Club de Boulogne-Billancourt
- 1963: Chamonix Hockey Club
- 1964: Chamonix Hockey Club
- 1965: Chamonix Hockey Club
- 1966: Chamonix Hockey Club
- 1967: Chamonix Hockey Club
- 1968: Chamonix Hockey Club
- 1969: Sporting Hockey Club Saint Gervais
- 1970: Chamonix Hockey Club
- 1971: Chamonix Hockey Club
- 1972: Chamonix Hockey Club
- 1973: Chamonix Hockey Club
- 1974: Saint-Gervais
- 1975: Saint-Gervais
- 1976: Chamonix Hockey Club
- 1977: Rapaces de Gap
- 1978: Rapaces de Gap
- 1979: Chamonix Hockey Club
- 1980: ASG Tours
- 1981: Brûleurs de Loups de Grenoble
- 1982: Brûleurs de Loups de Grenoble
- 1983: Saint-Gervais
- 1984: Boucs de Megève
- 1985: Saint-Gervais
- 1986: Saint-Gervais
- 1987: Mont-Blanc HC
- 1988: Mont-Blanc HC
- 1989: Français Volants
- 1990: Rouen Hockey Élite 76
- 1991: Brûleurs de Loups de Grenoble
- 1992: Rouen Hockey Élite 76
- 1993: Rouen Hockey Élite 76
- 1994: Rouen Hockey Élite 76
- 1995: Rouen Hockey Élite 76
- 1996: Albatros de Brest
- 1997: Albatros de Brest
- 1998: Brûleurs de Loups de Grenoble
- 1999: HC Amiens Somme
- 2000: Reims Champagne hockey
- 2001: Rouen Hockey Élite 76
- 2002: Reims Champagne hockey
- 2003: Rouen Hockey Élite 76
- 2004: HC Amiens Somme
- 2005: HC Mulhouse
- 2006: Rouen Hockey Élite 76
- 2007: Brûleurs de Loups de Grenoble
- 2008: Dragons de Rouen
- 2009: Grenoble Métropole Hockey 38
- 2010: Dragons de Rouen
- 2011: Dragons de Rouen
- 2012: Dragons de Rouen
- 2013: Dragons de Rouen
- 2014: Diables Rouges de Briançon
- 2015: Gap Hockey Club
- 2016: Dragons de Rouen
- 2017: Gap Hockey Club
- 2018: Dragons de Rouen
- 2019: Brûleurs de Loups de Grenoble
- 2020: Kein Sieger (Covid-19-Pandemie)
- 2021: Dragons de Rouen
- 2022: Brûleurs de Loups de Grenoble
- 2023 Dragons de Rouen
- 2024 Dragons de Rouen
- 2025 Brûleurs de Loups de Grenoble

Siehe auch: Eishockey in Frankreich, Französischer Meister (Eishockey)